# Pandanus capitellatus
Pandanus capitellatus är en enhjärtbladig växtart som beskrevs av Elmer Drew Merrill och Lily May Perry. Pandanus capitellatus ingår i släktet Pandanus och familjen Pandanaceae. Inga underarter finns listade.